# ویجاکر
ویجاکر (به لاتین: Vıjaker) یک منطقه مسکونی در جمهوری آذربایجان است که در شهرستان لریک واقع شده است. ویجاکر ۲۸۴ نفر جمعیت دارد.

## ریشه واژه
ویجا، ویژا یا ویژه در زبان تالشی به‌معنی پهن و گسترده است و کر به‌معنی پرتگاه یا دره است و ویجاکر یا ویژه‌کر به‌معنی دره گسترده و بزرگ است. این نام برگرفته از دره‌ای در کنار این روستا است.